# Saint-Pierre-en-Port
Saint-Pierre-en-Port is een gemeente in het Franse departement Seine-Maritime (regio Normandië). De gemeente telt 802 inwoners (1999). De plaats maakt deel uit van het arrondissement Le Havre.

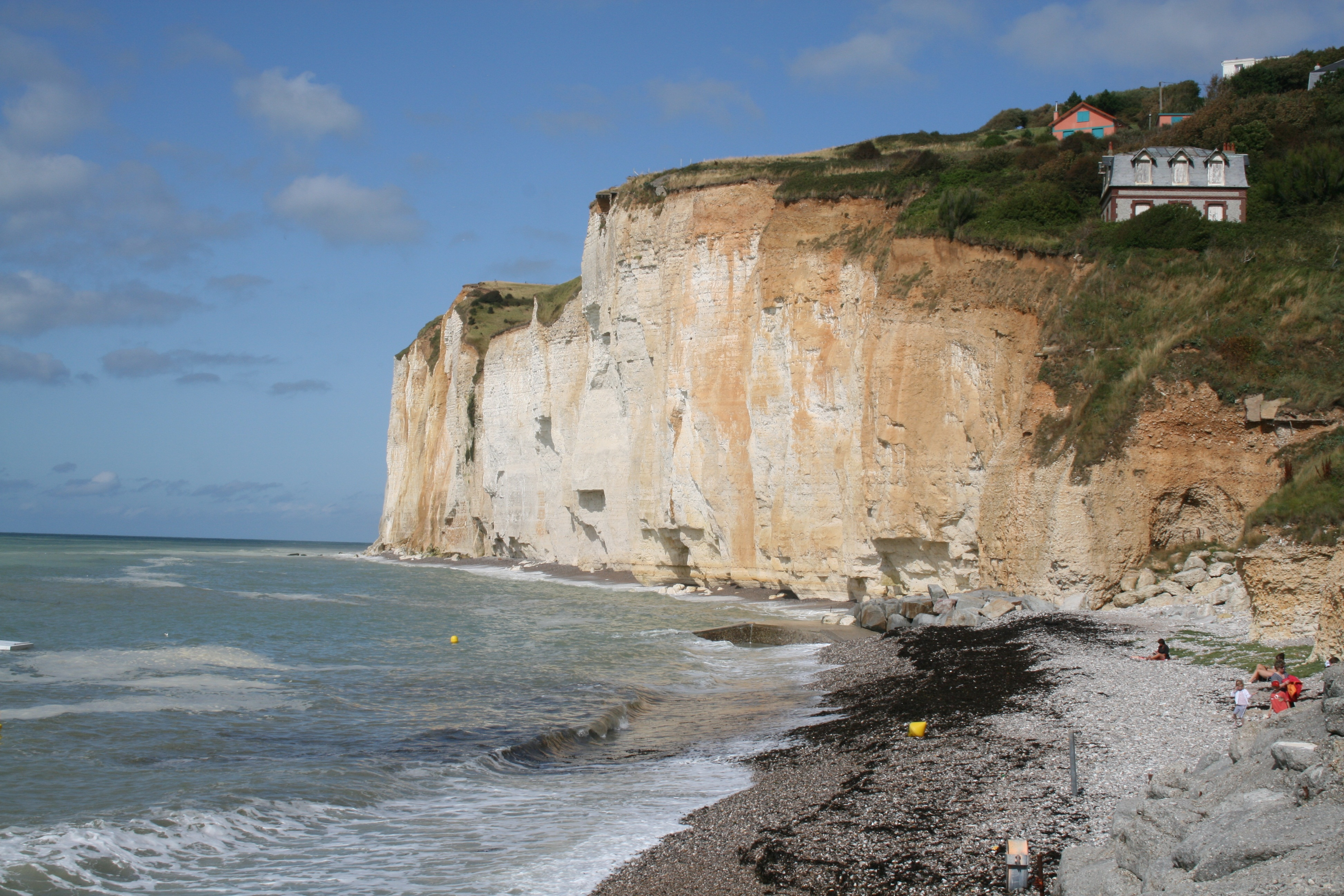
Strand en kliffen van Saint-Pierre-en-Port

## Geschiedenis
Oude vermeldingen van de plaats gaan terug tot de 13de eeuw als Sancti Petri Portus of Sancti Petri in portu. Op de 18de-eeuwse Cassinikaart is de plaats aangeduid als St. Pierre en Port.
Op het eind van het ancien régime eind 18de eeuw, toen de gemeenten werden gecreëerd, werd Saint-Pierre-en-Port een gemeente.

## Geografie
De oppervlakte van Saint-Pierre-en-Port bedraagt 3,9 km², de bevolkingsdichtheid is 205,6 inwoners per km².
De gemeente ligt aan Het Kanaal. In het noordoosten van de gemeente ligt het gehucht en badplaats Les Grandes Dalles, op de grens met buurgemeente Sassetot-le-Mauconduit.
De onderstaande kaart toont de ligging van Saint-Pierre-en-Port met de belangrijkste infrastructuur en aangrenzende gemeenten.

## Bezienswaardigheden
- De Église Saint-Pierre

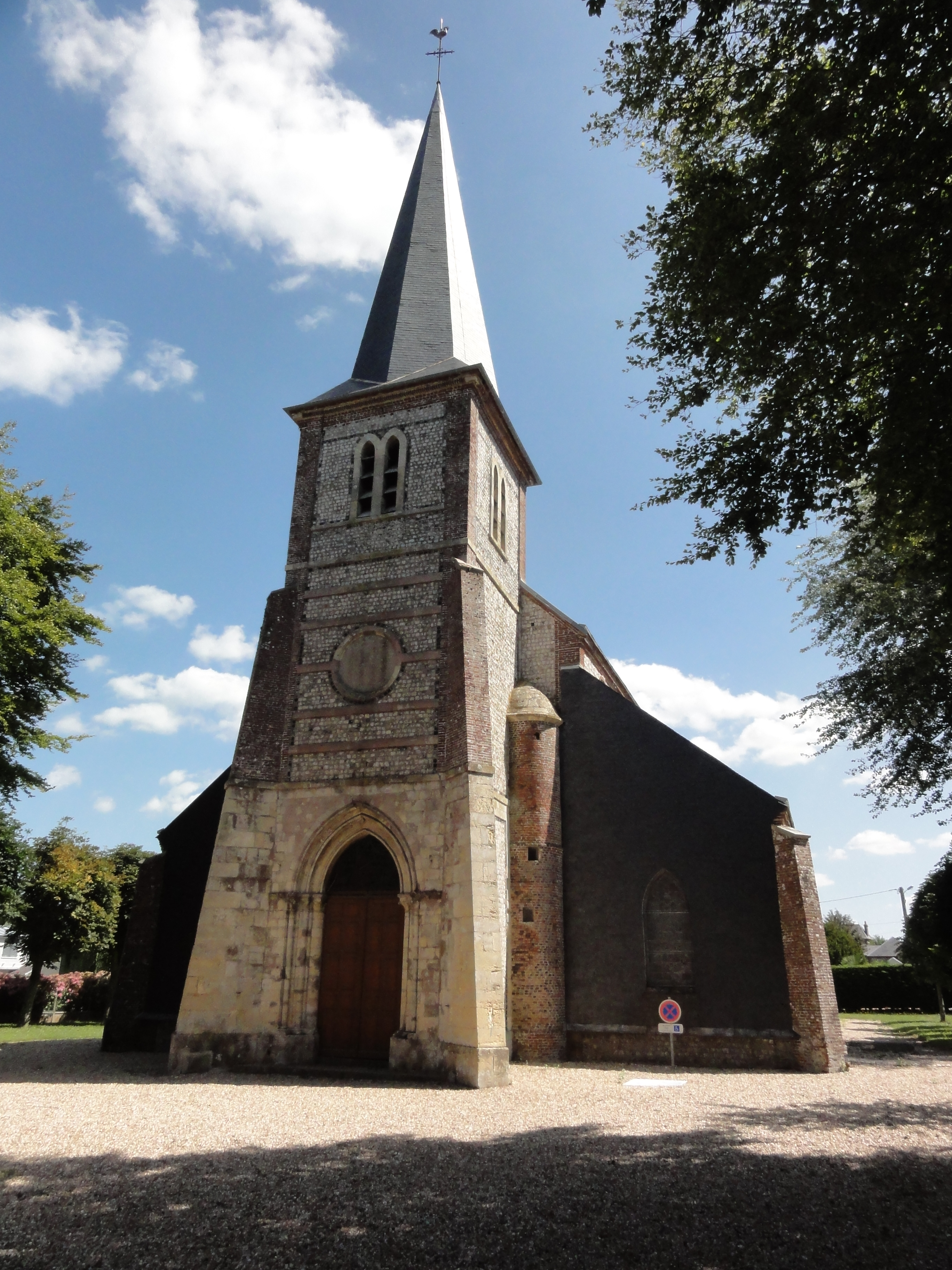
Église Saint-Pierre

## Demografie
Onderstaande figuur toont het verloop van het inwonertal (bron: INSEE-tellingen).